# Ozarkodinina
Sous-ordre
Ozarkodinina est un sous-ordre éteint de conodontes de l'ordre des Ozarkodinida.

## Sous-taxons
Selon Fossilworks (site consulté le 9 mars 2021):
- clade †Polygnathacea
- famille †Bactrognathidae
- famille †Palmatolepidae
- genre †Gondolella
- genre †Merrillina
- genre †Neogondolella
- genre †Ozarkodina
- genre †Scaliognathus
- genre †Sweetina
- genre †Sweetognathus
- genre †Yaoxianognathus